# Sursee
Sursee est une commune suisse du canton de Lucerne, située dans l'arrondissement électoral de Sursee.

## Géographie

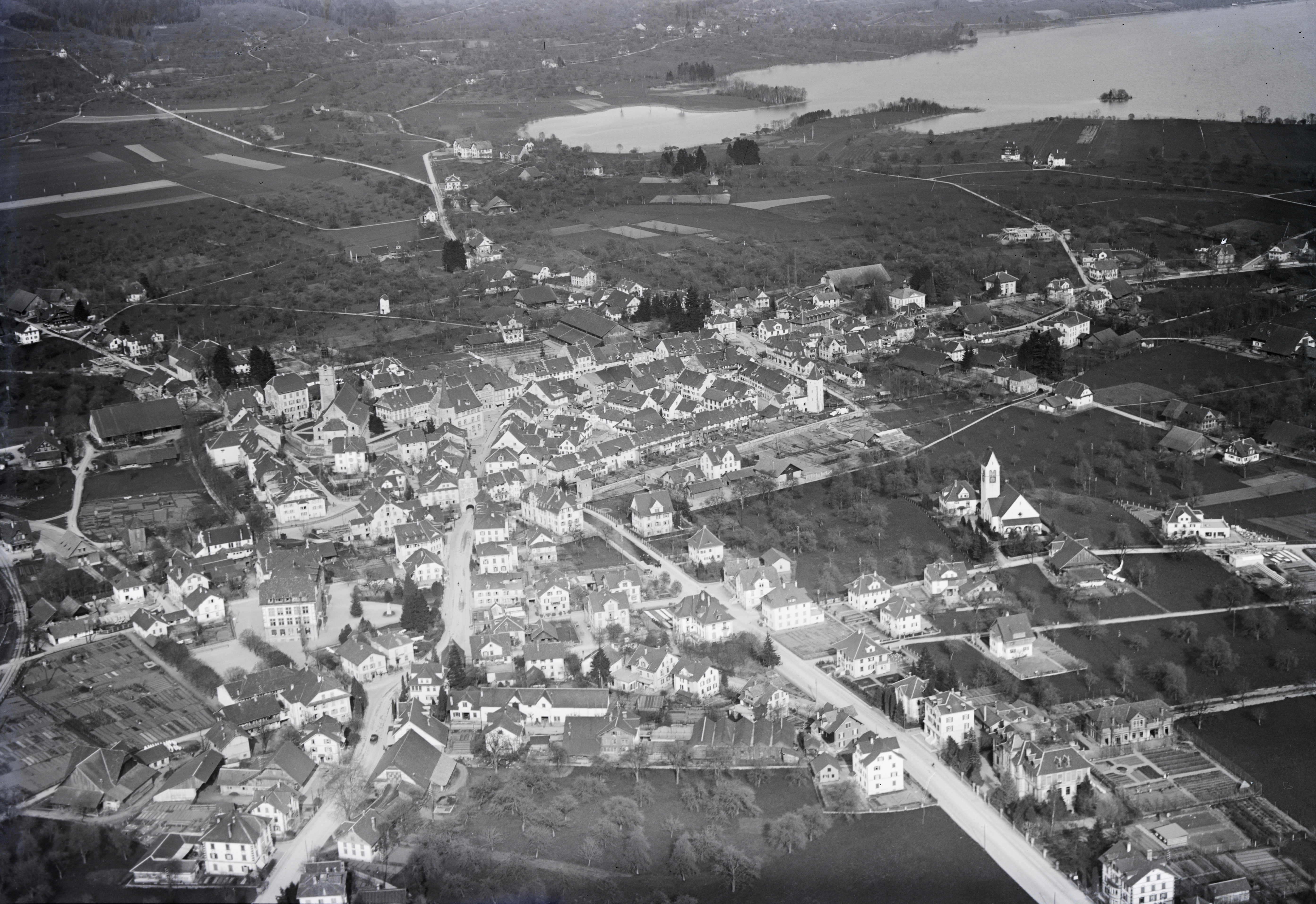
Vue aérienne de 250 m par Walter Mittelholzer (1929)

La ville est située à proximité du lac de Sempach. Elle comprend une ville médiévale, partiellement reconstruite après de nombreux incendies qui ont ravagé la cité entre 1363 et 1734.

## Histoire
Le nom du Sursee apparaît pour la première fois en 1036, dans un document dans lequel le comte Ulrich Ier de Lenzbourg fait don d’une église et d’un domaine.
La ville de Sursee fut le point de départ de l’armée autrichienne de Léopold III de Habsbourg pour la bataille de Sempach.
La ville fut un haut lieu de l’orfèvrerie suisse.

## Distinctions
- Elle obtient le Prix Wakker en 2003.

## Culture et patrimoine

### Héraldique
| Blason | Blasonnement : Parti de gueules et d'argent |

### Monuments et curiosités
- La cité
- Schützenhaus (maison des tireurs), collections d’antiquités lacustres et romaines
- Tour des Voleurs ou des Sorcières
- Katholische Kirche Sankt Georg : église construite en 1761, sur l'emplacement d'un ancien édifice, dans le style baroque par le maître-d'oeuvre Rey.

Les fresques du plafond ont été réalisées en 1878 par Carl Friedrich Deckler. L'édifice est agrandi en 1935 sur les plans du maître-d'oeuvre Otto Dreyer.
L'édifice bénéficie d'une restauration complète en 1987. L'orgue de tribune a été construit en 1974 par Walter Graf et comporte 43 jeux.
- Rathaus : Couvent des Capucins, du XVIIe siècle
- Hôtel de Ville construit au milieu du XVIe siècle, doté de 2 belles tours.
- Murihof
- Haus Beck, maison construite en 1631, avec des fenêtres à meneaux richement décorés
- Sankt-Urbanhof

### Personnalités liées à la commune
- Prof. Dr. theologie Hans Küng (1928-2021), théologien catholique
- Ruedi Imbach (1946-), philosophe
- Spidi (1966-2018), nom de scène de Peter Wetzel, clown nain
- Haris Seferovic (1992-), footballeur

## Transports
- Sur la ligne ferroviaire Lucerne - Olten, à 31 km d’Olten et à 26 km de Lucerne
- Autoroute A2, sortie 20

## Économie
- Siège du Groupe Calida Site de l’entreprise

## Manifestations
- Gansabhauet, qui se déroule le 11 novembre, jour de la Saint-Martin. Des jeunes gens revêtus d’un manteau rouge, tentent, les yeux bandés et le visage couvert d’un masque en forme de soleil, de décrocher une oie suspendue à un fil au moyen d’un sabre. Celui qui y parvient reçoit une récompense.

## Jumelages
- Martigny (Suisse) depuis 1999[4],[5]
- Highland (Illinois) (États-Unis)